# Sir Tim O'Theo
Sir Tim O'Theo és un personatge de ficció i una sèrie de còmics creada per Joan Rafart i Roldán més conegut com a Raf per a l'Editorial Bruguera. És un dels personatges més apreciats de l'editorial.
De la fama d'aquests personatges dona testimoni l'existència a diferents llocs de la península de bars que han batejat amb el nom del que freqüentava Sir Tim O’Theo. Un exemple d'això el tenim a El Ave Turuta, situat a la plaça major de Segòvia.

## Trajectòria editorial
Va crear-lo com a secundari, juntament amb el seu majordom Patson, per a una historieta de la revista Gran Pulgarcito. El director de la revista Jordi Bayona i Url li va proposar convertir-los en protagonistes de les seves pròpies historietes.
| «                                                                          | (castellà) Raf era de los que entregaban siempre a tiempo. Recuerdo que una semana no me trajo el material para Gran Pulgarcito; me dijo que tenía algo empezado pero que como no le gustaba, lo había roto. Y me dejó una media página, que era para tirar a la papelera. No había ni guión ni nada, pero vi a dos personajes que Raf quería incluir en alguna de sus series, no sé si en Manolón o en Campeonio o en cuál; el caso es que no le gustaron y había roto la página, que yo recompuse con cinta adhesiva. No sé en qué momento, pero se me ocurrió que aquellos personajes podrían tener vida propia, que podrían llamarse como los de la revista Flechas y Pelayos, Pat Oso y Tim Orato. Me parece que encima mismo del original escribí la idea de los nombres y de que podían ser un Lord y su mayordomo. Cuando volví a ver a Raf le dije que ahí tenía unos personajes para él; la idea le gustó | (català) Raf era dels que lliuraven sempre a temps. Recordo que una setmana no em va portar el material per a Gran Pulgarcito; em va dir que tenia alguna cosa començat però que com que no li agradava, ho havia trencat. I em va deixar una mitja pàgina, que era per llençar a la paperera. No hi havia ni guió ni res, però vaig veure dos personatges que Raf volia incloure en alguna de les seves sèries, no sé si a Manolón o a Campeonio o a quina; el cas és que no li van agradar i havia trencat la pàgina, que jo vaig recompondre amb cinta adhesiva. No sé en quin moment, però se'm va acudir que aquells personatges podrien tenir vida pròpia, que podrien anomenar-se com els de la revista Flechas y Pelayos, Pat Oso i Tim Orato. Em sembla que a sobre mateix de l'original vaig escriure la idea dels noms i que podien ser un lord i el seu majordom. Quan vaig tornar a veure Raf li vaig dir que tenia uns personatges per a ell; la idea li va agradar | » |
| — Jordi Bayona i Url a l'article recordando a jordi bayona d'Antoni Guiral | | |   |

Segons va afirmar el propi Raf en una entrevista, el debut com secundari es va produir el 1970 a la sèrie Campeonio a la revista Gran Pulgarcito de l'Editorial Bruguera, però el que s'ha trobat en el seu lloc és una aparició el 1971 con secundari de la sèrie Flash, el fotófrafo al Mortadelo Extra de Primavera de manera que podria ser una confusió.
El naixement de la sèrie també és motiu de dubte, ja que alguns estudiosos el situen al número 23 de la revista Mortadelo, mentre altres el situen al número 7 de Super Pulgarcito segona época, ambdós de 1971. La col·lecció on va tenir major presència va ser a Super Mortadelo. Alguns dels guions d'aquestes històries són obra de l'escriptor Andreu Martín. La seva vida com personatge va acabar el 1985 quan Raf va canviar l'editorial per l'Editorial Grijalbo.

## Argument
Els personatges principals d'aquest còmic són Sir Tim O'Theo, aristòcrata anglès d'edat avançada que viu de rendes i dedica el seu temps d'oci a la resolució d'enigmes, i el seu majordom Patson (evident deformació del nom del doctor Watson, company de Sherlock Holmes). Sir Tim O'Theo és calb, amb frondoses celles i un gran bigoti blanc i porta un monocle. Complements característics de la vestimenta del personatge són també la gorra escocesa, a quadres, i la pipa. Vesteix amb elegància britànica, sovint porta un tratge de tweed. La indumentària de Patson és la característica dels majordoms en els còmics: jupetí a ratlles, levita i corbata roja; destaquen també en el seu disseny les llargues patilles i el barret fong.
L'acció se situa habitualment en el poble fictici i típicament britànic de Bellotha Village (anomenada inicialment Bellota Village), a les proximitats de Londres. De manera esporàdica, es traslladen a altres països (com ara Espanya).
Les historietes són generalment breus, la majoria oscil·len entre dues i sis pàgines d'extensió, però també hi ha sis aventures amb una extensió més llarga. En moltes d'elles, Sir Tim i Patson s'enfronten a un problema que sembla insoluble, però que al final es revela com banal.
Sir Tim O'Theo és una paròdia tant de les novel·les policíaques clàssiques com del caràcter britànic, explotant tots els seus tòpics.

## Personatges
Altres personatges de la sèrie són:
-El fantasma Mac Latha, habitant indesitjat de la residència de Sir Tim, "Les Ximeneies" ("Las Chimeneas" o "The Chims"), aficionat, a disgust del protagonista, a tocar la cornamusa a hores intempestives. Només Sir Tim pot veure i escoltar a aquest fantasma, herència de família, el que provoca amb els altres personatges situacions equívoques.
-Els policies locals: el sergent Blops, panxut i amb bigoti, aficionat a la lectura de novel·les sobre plats volants, a trasbalsar pintes de cervesa en el pub local, "El Ave Turuta", i sovint blanc de les bromes del protagonista per la seua ineptitud que es veu frustrat en els seus intents d'entrar a Scotland Yard; i el seu baix ajudant l'agent Pitts, tan inepte com el seu cap i que a més ha d'aguantar les contínues burles d'aquest per la seua menuda alçària. Ambdós duen, per descomptat, l'uniforme dels bobbies londinencs.
-Huggins és el propietari del pub "El Ave Turuta" (altres vegades anomenat "El Ave Locuela", "El Ave Chiflada" o "The Crazy Bird"), al que els altres personatges acudeixen posar fi a la seua sed, tant de cervesa com de novetats. Segons explica Andreu Martin era la seva forma de riure's de les males traduccions de l'època.
-El burgomaestre les funcions del qual són les equivalents a les dels nostres alcaldes, i que compensa la seua baixa alçària amb unes elevades dosis de mal caràcter.
-Lady Filstrup altra aristòcrata de l'indret, cèlebre per les seues avorrides festes i per estar enamorada d'en Sir Tim, al mateix temps que esquiva els llances amorosos del Sergent Blops. També té el seu fantasma que espanta el Sergent i li fa de majordom, Perkins.
-Foddy és un modest criador de porcs que viu fora de Bellotha Village.

## Estil
A les historietes de Sir Tim percebem el rastre de muntatges propis de les sèries televisives, amb plans de situació de la mansió "Las Chimeneas", o de l'exterior de "The crazy bird" que en un hipotètic transsumpte per a la pantalla petita, donarien pas al gravat al "Set" corresponent, o plans de transició en què veiem travessar el Rolls del Sir pel camp anglès, indicant-nos que la propera seqüència es desenvoluparà en un nou decorat. La varietat de punts de vista que adopta la "cambra" de Raf (sumada, ineludiblement, a la seva destresa com a dibuixant) confereix aquesta agilitat que el lector gaudeix sense advertir-la.
Destaca en aquest sentit, per la seva enlluernadora modernitat, l'hàbil aprofitament de la "profunditat de camp", permetent al lector contemplar escenes contingudes en vinyetes en què l'acció es desenvolupa simultàniament en dos punts molt allunyats.

## Històries llargues
Es van publicar les següents històries llargues:
- El secuestro del Burgomaestre (42 pàgines), publicada originalment serialitzada a Super Pulgarcito (2ª època) nº 7 a 12 (1971). Reeditada amb aquest títol al número 66 de la Col·lecció Olé (a l'edició original la primera part es titulava El anónimo.
- La verruga de Sivah (42 pàgines), publicada originalment serialitzada a Super Pulgarcito (2ª època) nº 13-18 (1971-1972).
- El sarcófago de Thuru-Rut (49 pàgines), publicada originalment serialitzada a Super Pulgarcito (2ª època) nº 19-25 (1972).
- Contra Blackiss Black (42 pàgines), publicada originalment serialitzada a Super Pulgarcito (2ª època) nº 26-31 (1972-1973).
- Pavoroso Pavor (42 pàgines), publicada originalment serialitzada a Super Pulgarcito (2ª època) nº 32-37 (1973).
- ¡Ni hablar del peluquín! (36 pàgines), publicada originalment serialitzada a Mortadelo nº226-233 i 235 (1985).